# نضال (اسم)
نضال هو اسم علم مذكر ومؤنث من أصل عربي، ومعناه هو المباراة في رمي السهام، والدفاع والنضال ضد الأعداء.في اللغة العربية، نِضال هو مصدر من الفعل ناضل، ويعني الكفاح والمقاومة في سبيل تحقيق هدف أو الدفاع عن قضية. وهو مأخوذ من الجذر (ن-ض-ل)، الذي يدل على المنازعة والدفاع.
معاني الكلمة في السياقات المختلفة:
1. في الأصل اللغوي:
النِّضال كان يُستخدم في المبارزة برمي السهام، حيث يتنافس الرماة ويتبارزون لإصابة الأهداف.
جاء في معجم لسان العرب: "النِّضالُ: المراماة بالسهام".
2. في المعنى المجازي:
يُستخدم بمعنى الكفاح والجهاد من أجل قضية، مثل النضال الوطني أو النضال من أجل الحرية.
يقول العرب: "ناضل عن حقه" أي دافع عنه بقوة.
3. في البلاغة والأساليب:
يُستخدم في الشعر والنثر للدلالة على الصبر والمثابرة في مواجهة التحديات.

تصريفات الكلمة:
فعل ماضٍ: ناضَلَ
فعل مضارع: يُناضِلُ
مصدر: نِضال / مُناضَلة
اسم فاعل: مُناضِل
اسم مفعول: مُناضَل

إذن، "نضال" في اللغة العربية ليس مجرد اسم، بل هو كلمة تعبر عن الجهاد والمثابرة في مواجهة الصعاب.

## شخصيات تحمل الاسم
- نضال الزعبي
- نضال الشافعي (ممثل وفنان مصري، 12 يونيو 1978 – )
- نضال الورفلي (سياسي من تونس، 7 أغسطس 1976 – )
- نضال حسن (طبيب نفسي من الولايات المتحدة الأمريكية، 8 سبتمبر 1970 – )
- نضال خضور
- نضال سعيد (لاعب كرة قدم تونسي، 15 يناير 1991[3] – )
- نضال سيجري (28 مايو 1965 – 11 يوليو 2013)
- نضال فرحات (8 أبريل 1971 – 16 فبراير 2003)
- نضال قسوم (فيزيائي جزائري، 6 سبتمبر 1960 – )
- نضال قيقة (11 مارس 1975 – )

## وصلات خارجية
- موسوعة السلطان قابوس لأسماء العرب